# Lofti Zadeh
Lotfi Aliasker Zadeh (azer. ; 4. februar 1921 – 6. september 2017) bio je matematičar, informatičar, elektroinženjer, istraživač veštačke inteligencije i profesor računarskih nauka na Univerzitetu Kalifornije, Berkli. Zadeh je najpoznatiji po predlaganju rasplinute matematike, koja se sastoji od nekoliko rasplinutih koncepata: rasplinutih skupova, rasplinute logike, rasplinutih algoritama, rasplinute semantike, rasplinutih jezika, rasplinute kontrole,  rasplinutih sistema, rasplinute verovatnoće, rasplinutih događaja i rasplinutih informacija. Zadeh je bio jedan od osnivača Evroazijske akademije.

## Literatura
- McNeill, Daniel; Freiberger, Paul (1993-02-25). Fuzzy Logic: The Discovery Of A Revolutionary Computer Technology – And How It Is Changing Our World (на језику: енглески). Touchstone Books. ISBN 978-0671738433. LCCN 92042631. OCLC 894862117. OL OL1737492M — преко Internet Archive.
- Seising, Rudolf (2007-06-19). The Fuzzification of Systems: The Genesis of Fuzzy Set Theory and its Initial Applications - Developments up to the 1970s. Studies in Fuzziness and Soft Computing (на језику: енглески и немачки). 216 (1st изд.). Springer. ISBN 978-3-540-71794-2. LCCN 2007926120. OCLC 799809616. OL OL9063652M . doi:10.1007/978-3-540-71795-9.
- Zadeh, Fay (1998). My Life and Travels with the Father of Fuzzy Logic. TSI Press. ISBN 978-1889335056. OCLC 40252107. OL OL12186678M.
- Zadeh, Lofti A. "Lotfi Visions", two-part interview with Jack J. Woehr, Dr. Dobb's Journal, July 1994 (part 1) and August 1994 (part 2).
- Seising, Rudolf; Trillas, Enric; Moraga, Claudio; Termini, Settimo (12. 1. 2013). On Fuzziness: A Homage to Lotfi A. Zadeh – Volume 1 (на језику: енглески). Berlin: Springer. ISBN 978-3642356407. OCLC 840905604.
- Seising, Rudolf; Trillas, Enric; Moraga, Claudio; Termini, Settimo (15. 12. 2012). On Fuzziness: A Homage to Lotfi A. Zadeh – Volume 2 (на језику: енглески). Springer. ISBN 978-3-642-35643-8. OCLC 910975146.
- Trillas, Enric. In Memory of L.A. Zadeh Mathware & soft computing, ISSN-e 1134–5632, Vol. 24, Nº. 2, 2017, págs. 16-18
- I. Dzitac, F.G. Filip, M.J. Manolescu, Fuzzy Logic Is Not Fuzzy: World-renowned Computer Scientist Lotfi A. Zadeh, International Journal of Computers Communications & Control (December), 12  (6): (2017), 748–789.
- Trillas, Enric (децембар 2015). „Zadeh in My Life”. Informatik-Spektrum. 38 (6): 471—475. S2CID 13172144. doi:10.1007/s00287-015-0934-5.
- „Faculty Publications - Lotfi A. Zadeh”. Berkeley | Electrical Engineering and Computer Sciences (на језику: енглески). UC Berkeley College of Engineering. Архивирано из оригинала 2020-11-25. г. Приступљено 2021-11-30.

## Spoljašnje veze
- Lotfi A. Zadeh, Academic profile, College of Engineering, Electrical Engineering and Computer Science, University of California, Berkeley
- „Lotfi A. Zadeh”. Google Scholar.
- Dubois, Didier; Prade, Henri. "Celebrating the centenary of Lotfi A. Zadeh (1921-2017)" на веб-сајту
- Azerbaijan International:
  - Lotfi Zadeh (interview): Reflections on the Beginnings of "Fuzzy Logic" in Azerbaijan International, Vol. 2:4 (1994), pp. 46–47.
  - Lotfi Zadeh, Berkeley Commencement Speech: "Commercialism and Human Values: When You Can't Stop for Lunch," in Azerbaijan International, Vol. 6:1 (Spring 1998), p. 65.
  - "Famous People: Then and Now, Lotfi Zadeh (reflecting on his childhood) in Azerbaijan International, Vol. 7:4 (Winter 1999), pp. 28–29.
  - Lotfi Zadeh: "Short Biographical Sketch". Azerbaijan International, Vol. 2:4 (Winter 1994), p. 49.
- Lotfi Zadeh, Honorary Chair and Keynote Speaker, ICCCC 2008. Agora University of Oradea